# Casa de Banhos Quatro Estações
A Casa de Banhos Quatro-Estações (em árabe: حمام چهارفصل) é a maior banho público do Irã e uma das obras mais antigas da cidade iraniana de Arak que remonta ao período Qajar.

## Descrição
Os ladrilhos da sala do relógio e as pilastras em forma de espinhal desta área, incluindo o formato do banho de são características interessantes. A estrutura foi renovada e transformada em museu, depois de ter sido submetida a reparos.

## História
A Casa de Banhos Quatro-Estações em Arak é a maior banho público do Irã. Esta casa de banhos foi construído no final da dinastia Qajar (Ahmad Shah) por Haji Muhammad Ibrahim khansari (1814-1880 ou 1232-1297 AH). Possui uma área construída de 1600 metros quadrados. Uma decoração variada de azulejos no edifício exibe desenhos de seres humanos, animais e plantas. Os desenhos e pinturas das quatro estações do ano, nos quatro cantos da casa de banho é a razão de seu nome. A casa de banho é o único banho público onde uma parte é dedicada separadamente às minorias religiosas. O teto de todos os banheiros é uma cúpula feita de tijolo, argamassa e cal. Uma lâmina de cobre foi colocada abaixo da piscina principal para manter a alta temperatura da água.
A casa de Banho Quatro-Estações está gravada na Lista de Patrimônio Nacional.

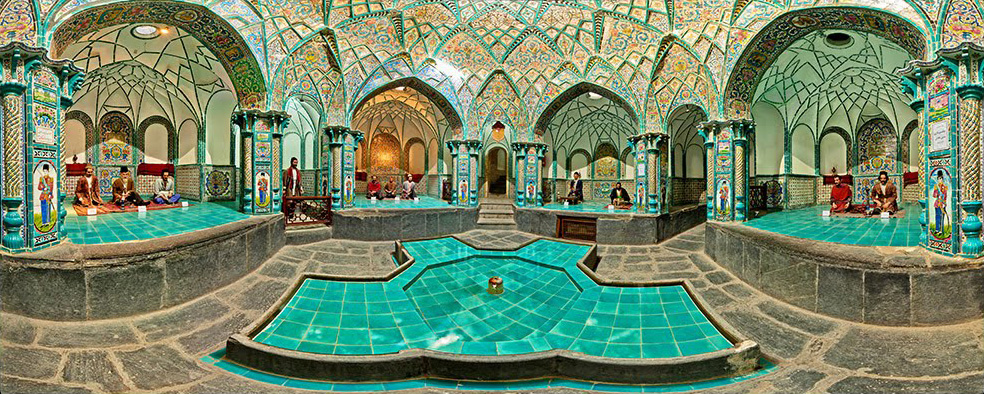
Panorama da Casa de Banhos Quatro-Estações
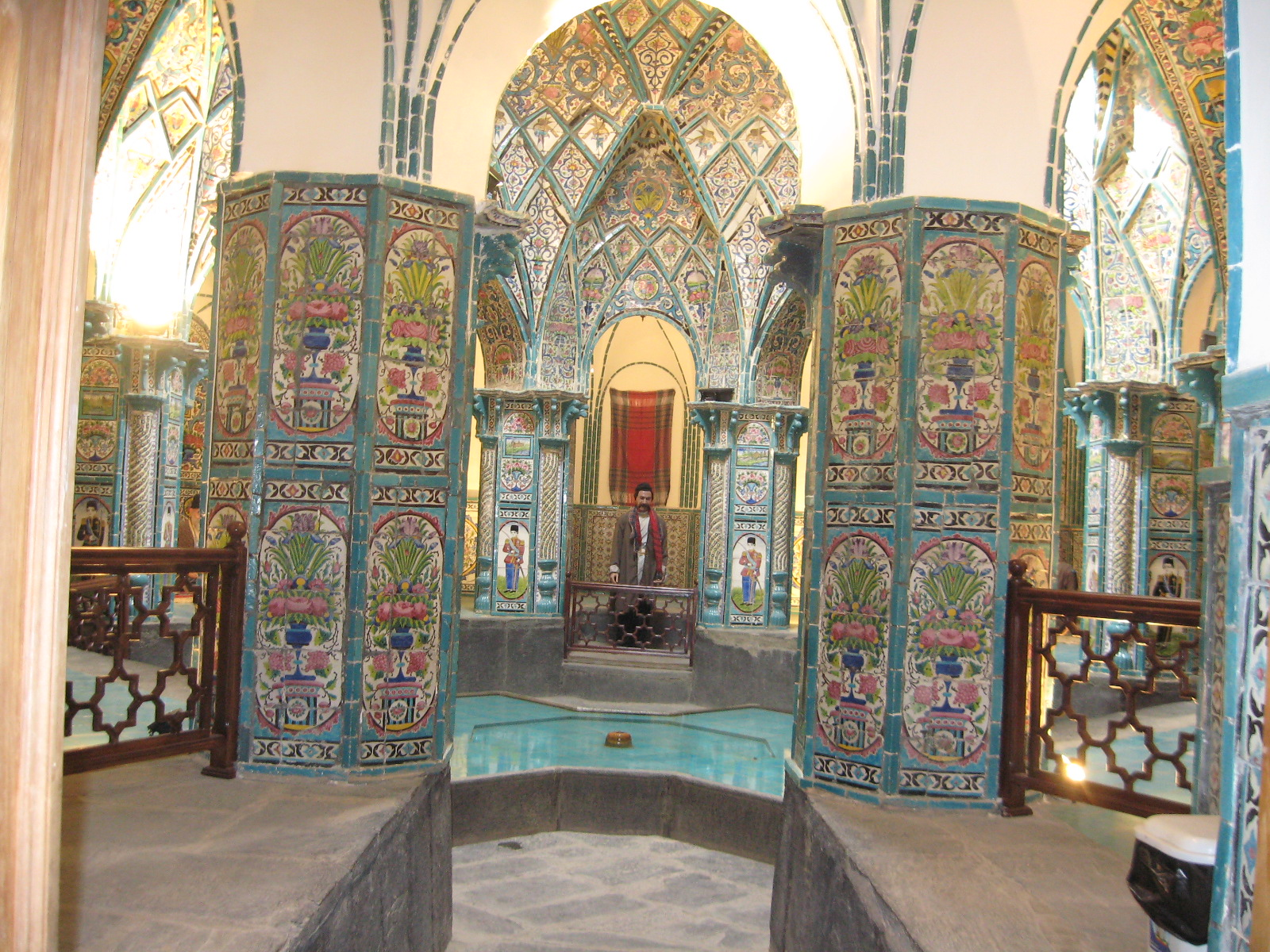
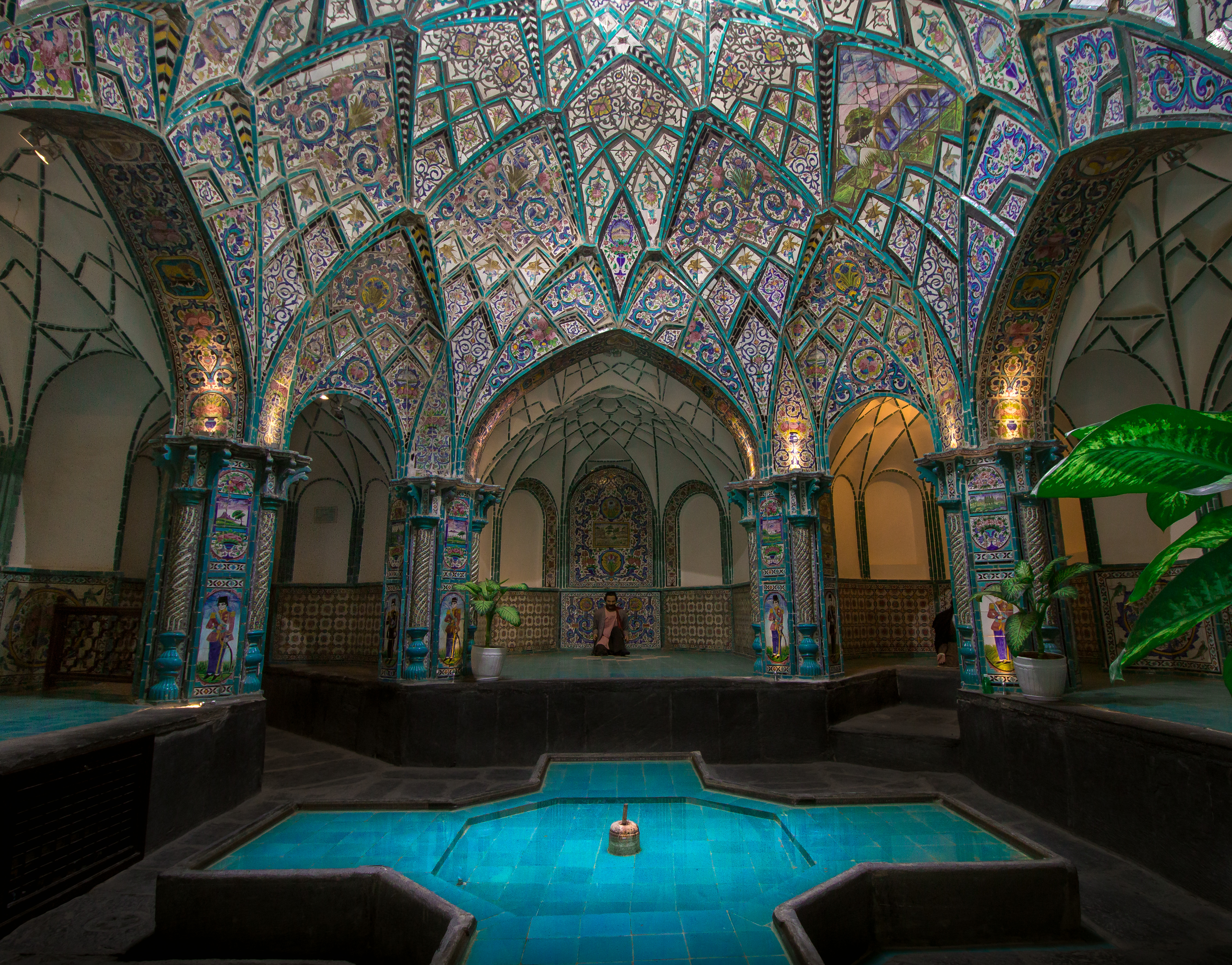